# Fritz-Nunatak
Der Fritz-Nunatak (spanisch Nunatak Fritz) ist ein Nunatak an der Oskar-II.-Küste des Grahamlands auf der Antarktischen Halbinsel. Er ist einer der zahlreichen Nunatakker auf der Jason-Halbinsel und ragt unmittelbar nordöstlich des Brebbia-Nunataks auf.
Argentinische Wissenschaftler benannten ihn. Der weitere Benennungshintergrund ist nicht überliefert.